# Oribotritia laselve
Oribotritia laselve är en kvalsterart som beskrevs av Wojciech Niedbała 2003. Oribotritia laselve ingår i släktet Oribotritia och familjen Oribotritiidae. Inga underarter finns listade i Catalogue of Life.